# Bomannsvik
Bomannsvik là một làng nằm ở Na Uy.